# Francisco Broch Llop
Francisco Broch Llop (Vila-real, 18 settembre 1884 – Firenze, 4 giugno 1980) è stato uno scultore e linguista spagnolo.
Scultore, linguista e professore universitario, era figlio di Pascual Broch Jordà e di Rosa LLop Almela, Nel suo paese natale ha fatto i primi studi e i corsi di laurea nel collegio e seminario dei frati francescani, dove, come gli piaceva ripetere, imparò lo spirito di umiltà che segnò la sua vita, prima di orientare la vocazione verso l'Accademia di Belle Arti di Valencia. Nel 1906 concluse l'apprendistato artistico con la migliore qualificazione ed un premio straordinario nella materia del modellato, che gli facilita il viaggio a Roma per perfezionare gli studi nella Accademia Spagnola. A Valencia lascia realizzato un busto di Miguel de Cervantes, modellato per incarico in occasione del tricentenario della pubblicazione della prima parte del “Don Quijote”, e che durante molti anni sarà presente nella sala dell'Università Letteraria di Valencia.
Due anni più tardi (avendo frequentato con numerose visite Musei e Gallerie d'arte e, soprattutto, secondo la sua propria tendenza, le sculture in bronzo del Museo Archeologico napoletano provenienti dagli scavi della città di Pompei) ritorna in Spagna ed ottiene, nella Esposizione Regionale Valenciana del 1909, una medaglia per un bassorilievo, ritratto di sua madre, che contribuì enormemente a rinforzare la sua passione artistica. Innamorato della città eterna, torna nuovamente, deciso a stabilirvisi in maniera definitiva, in Italia. Il ritratto che presenta nell'Esposizione Internazionale di Roma nel 1911, unanimemente elogiato per la sua delicatezza di composizione, lo rivela come un eccellente ritrattista e gli procura numerosi incarichi che incrementano la sua fama nel mondo culturale italiano.

## Professore di lingua spagnola in Italia
L'Università di Padova, saputo della grande capacità culturale di Francisco Broch Llop, nel 1915 richiede il suo impegno per far parte della Commissione Esaminatrice per l'abilitazione dei professori di lingua spagnola, e il Ministero della Pubblica Istruzione italiano conferma in maniera ufficiale l'incarico, che manterrà fino al 1920. In questo periodo è nell'Istituto Superiore di Economia e Commercio della regione di Venezia, ora divenuto Facoltà Universitaria, che gli offre, mediante decreto ministeriale, la Cattedra di Lingua e Letteratura Spagnola che, tranne la parentesi tra gli anni 1926 e 1927, eserciterà nella capitale veneta fino al 1933. Successivamente, e fino al compimento dei 70 anni, limite massimo in quel tempo per la docenza e l'insegnamento ufficiale, continuerà legato a quella Università come lettore di Spagnolo e promotore culturale, allo stesso tempo in cui attendeva a vari incarichi sia come scultore a Venezia che nei dintorni.
Per i suoi alunni redige una “Grammatica della Lingua Spagnola” ed un “Manuale di Corrispondenza Commerciale” che per molti anni saranno testo in uso in numerose Università e centri educativi, conoscendo ripetute edizioni e revisioni, quindi completando con l'edizione di una “Antologia della Letteratura Spagnola” e di “Appunti della Storia di Spagna” che contribuiscono a diffondere la cultura spagnola tra la gioventù universitaria italiana. Durante questi stessi anni dirige inoltre, con il patrocinio dei governi successivi, i corsi di Spagnolo nella “Casa di Spagna” in Roma, così come quelli promossi nell'Università di questa capitale dal Senato Accademico. Quando il trasferimento di questi alla nuova Città Universitaria Romana gli rese difficile l'accesso, continuò svolgendoli a Bologna, finché il fronte di battaglia della seconda guerra mondiale raggiunse la città.

## Promotore Culturale
La personalità dinamica del villarealense, organizzatore di viaggi di studio per i giovani italiani (con percorsi attraverso la Catalogna, Valencia, Castilla, Andalusia), di proiezioni di documenti cinematografici sulle terre e culture spagnole, in giornate e cicli di promozione turistica, di incontri di interscambio accademico spagnolo-italiano, fu conosciuta delle più importanti istituzioni educative e culturali, dalla Santa Sede fino alle sedi diplomatiche dei paesi ispaniamericani in Roma.
A trenta anni, la sua conferenza sopra “Le orme di Roma in Spagna” (che presentava accompagnata da proiezioni di diapositive sui monumenti e resti di Tarragona, Cabanes, Llíria, Sagunto e tanti altri) fu richiesta e celebrata in vari Atenei culturali e Centri Universitari (Roma, Firenze, Pisa, Padova,Bassano, Vicenza, Venezia) per il suo contenuto e per le doti oratorie del professor Broch, che esercitava anche in terra italiana come delegato del “Patronato Nacional de Turismo” del governo spagnolo, della “Sociedad de Atracciòn de Forasteros in Barcelona” e della “Sociedad Valenciana del Turismo”.
Con data 26 ottobre 1933, per l'insieme dei suoi meriti culturali manifestati tanto nel lavoro accademico come nello sforzo e volontà di comprensione tra i cittadini dei diversi stati, e secondo la proposta del Capo del Governo Italiano (Benito Mussolini in quei momenti), Sua Maestà il re Vittorio Emanuele III gli conferì il grado e la Gran Croce di Cavaliere dell'Ordine della Corona d'Italia, pur essendo, come in effetti era, e così consta nel protocollo del documento, “cittadino Spagnolo”.
Alcuni anni dopo, già in piena dittatura fascista, il Duce Mussolini gli offrì la nazionalità italiana, che il professor Broch si sbrigò a rifiutare, davanti allo spavento e al dispiacere dei suoi amici e compagni universitari, che vedevano tale disprezzo verso il dittatore ogni genere di rischio personale, considerando inoltre la delicata situazione che attraversava tutta la Spagna. Il professor Broch si rivolse per lettera al Duce, rifiutando l'offerta in questi termini:“Se io fossi italiano e vivessi in un paese straniero, sarei orgoglioso di essere italiano e mai cambierei la mia nazionalità; io sono spagnolo e, comprendendo molto bene e porgendole il massimo ringraziamento per l'onore che l'Italia mi fa, desidero continuare ad essere spagnolo. In altra maniera, mi sembrerebbe di tradire mia madre”. Le parole dovettero sembrare sufficientemente convincenti al dittatore, contrastato con le sue stesse armi, e niente di quello che temevano avvenne.

## Attività Artistica
L'impegno costante nell'insegnamento non fermò la sua vocazione di scultore, ma anzi inevitabilmente lo obbligò ad espanderla. Francisco Broch Llop fece parte del gruppo di artisti scultori che parteciparono al Padiglione di Spagna della XVI Biennale di Venezia nell'anno 1923, insieme con Josep Clarà, Juan Adsuara, Santiago Bonome, Julio Vicent e Quintin de Torre. La rappresentanza di pittori di quell'anno consisteva nella presenza di Solana, José Benlliure y Gil, Anglada Camarasa, Bacarisse e Ortiz Echagüe tra gli altri. La delicata “Baccante” presentata da Broch si trova in questo momento al Museo d'Arte Rosenbach di Filadelfia (Stati Uniti), acquistata ancor prima dell'apertura ufficiale della Biennale.
Altre opere importanti, realizzate durante gli anni seguenti fanno parte di collezioni private italiane o si trovano in spazi pubblici, come il busto del monumento al sindaco Bonaguro nella città di Bassano, il monumento in onore del generale Luigi Cadorna nella strada che porta al Monte Grappa, il gran bassorilievo della “Resurrezione di Lazzaro” nel Cimitero Monumentale di Roma, o l'immagine della Immacolata Concezione nella chiesa parrocchiale del Cavallino (Venezia). Così come; per donazione dei suoi figli effettuata nel 1991, il Museo della città di Vila-real denominato “Casa de Polo”, conserva un medagione di bronzo con il ritratto della moglie dell'artista.
Dopo la Seconda Guerra Mondiale, il professor Broch, sposato dal 1913 con la giovane Rosa Toniolo e con quattro figli (Francesco, Rosita, Clelia e Pascual), lasciò la sua casa-studio veneziana per stabilirsi nella città di Firenze, dove lavorò come professore incaricato e lettore di Spagnolo nella Facoltà di Magistero della sua “Università degli Studi”, finché giunse alla pensione nel 1954, contemporaneamente anche nelle classi occasionali a Venezia ed a Roma e, continuando l'attività di diffusione della cultura spagnola con la promozione di viaggi di interscambio di studenti, corsi, esposizioni, ecc.
Superatai i settanta anni, e richiesto dall'Università di Pisa, ha formato classi come professore esterno, e nello stesso tempo al “Poggio Imperiale” fiorentino, collegio statale della santissima Annunziata, selezionato centro educativo dove confluivano le figlie di illustri famiglie italiane. L'illustre artista terminò la sua carriera culturale nel 1962, dopodiché rimase nella sua residenza fino alla morte nel 1980, a novantasei anni di una così attiva esistenza.